# Coptocarpus
Coptocarpus is een geslacht van kevers uit de familie van de loopkevers (Carabidae). De wetenschappelijke naam van het geslacht is voor het eerst geldig gepubliceerd in 1857 door Chaudoir.

## Soorten
Het geslacht Coptocarpus omvat de volgende soorten:
- Coptocarpus australis (Dejean, 1831)
- Coptocarpus championensis Chaudoir, 1882
- Coptocarpus chaudoiri Macleay, 1873
- Coptocarpus chimbu Erwin, 1974
- Coptocarpus doddi Sloane, 1910
- Coptocarpus fuscitarsis (Blanchard, 1853)
- Coptocarpus gibbus Chaudoir, 1882
- Coptocarpus grossus Erwin, 1974
- Coptocarpus impar Sloane, 1910
- Coptocarpus nitidus Macleay, 1873
- Coptocarpus philipi Erwin, 1974
- Coptocarpus schaumi (Chaudoir, 1882)
- Coptocarpus thoracicus (Castelnau, 1867)
- Coptocarpus yorkensis Erwin, 1974